# Bukova Gora
Bukova Gora (nemško Buchberg) je opuščeno naselje v občini Kočevje. Leži na Dolenjskem in spada v Jugovzhodno statistično regijo. Najbližje danes poseljeno območje je Grič pri Dobličah, ki se nahaja JZ od Bukove Gore.
Naselje sestavljajo trije ločeni zaselki: Gorenja Bukova Gora (Oberbuchberg, 15 hiš), Srednja Bukova Gora (Mitterbuchberg, 9 hiš) in Spodnja Bukova Gora (Unterbuchberg), ki so bila prej vsa samostojna naselja (ta se prvič v pisnih virih omenjajo leta 1574:332, 1312). V njeh so živeli Kočevarji. Gorenja Bukova Gora je bila opuščena v poznem 19. oz. začetku 20. stoletja (najkasneje do 1920), ko so se vsi njeni prebivalci izselili, večinoma v ZDA. Srednja in Spodnja Bukova Gora sta bili zapuščeni po požigu leta 1942 med drugo svetovno vojno. Požgana je bila tudi lokalna cerkev svetega Petra v Srednji Bukovi Gori.